# Iva Marta Dujanić
Iva Marta Dujanić (19. ožujka 2003.), hrvatska plivačica, članica PK Mladost. Hrvatska je reprezentativka. Nastupila je na europskom prvenstvu u plivanju u 25-metarskim bazenima od 4. do 8. prosinca 2019. godine u Glasgowu. Natjecala se je u disciplinama 200 m mješovito i 400 m mješovito.

## Vanjske poveznice
- Rezultati EP 2019. u Glasgowu (eng.)